# لويحة الكتابة

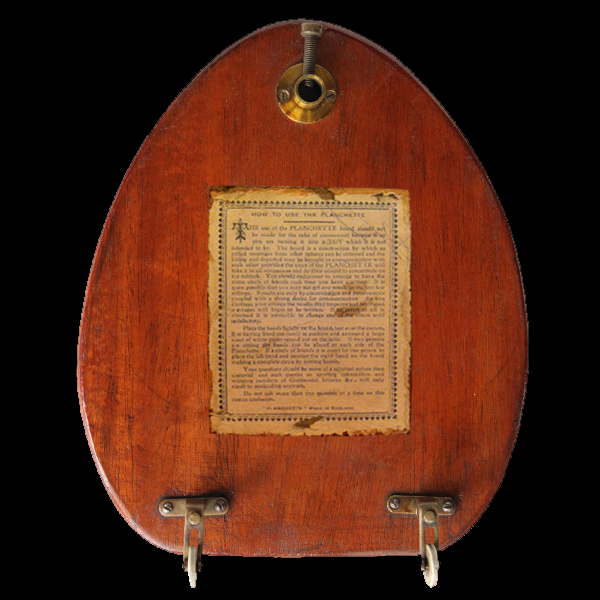
لويحة بريطانية قديمة، من خمسينيات وستينيات القرن التاسع عشر.

لويحة الكتابة أو فقط اللُوَيْحة هي قطعة خشبية صغيرة مسطحة على شكل قلب ومجهزة بعجلتين وفتحة تحمل قلم رصاص متجه إلى الأسفل، وتستخدم لتسهيل الكتابة التلقائية. استخدام اللويحات لإنتاج رسائل مكتوبة غامضة أدى إلى الاعتقاد بأن هذه اللويحات تعزز التواصل مع الأرواح كشكل من أشكال الوساطة الروحية.